# Triptognathus nipponicus
Triptognathus nipponicus là một loài tò vò trong họ Ichneumonidae.